# Devan
Devan (ur. 1913, zm. 1957) – indyjski pisarz tworzący w języku tamilskim.

## Życiorys
Urodził się jako Tiruvidaimarudur R. Mahadevan, w Kumbakonam, gdzie też dorastał. Przez pewien czas pracował jako nauczyciel. Rozpoznawalność zyskał przede wszystkim pod przyjętym pseudonimem. W swojej karierze chętnie używał jednak również innych pseudonimów, występując pod przynajmniej kilkunastoma imionami. Autor licznych powieści, takich jak Mr. Vedantam, Miss Janaki, Justice Jagannathan, Sriman Sudarshanam, Gomatiyin Kadalan czy Rajaththin Manoratham. Były one nierzadko podstawą scenariuszy sztuk teatralnych. Na scenę zazwyczaj przenosili je aktorzy skupieni w trupie teatralnej TKS Theatrical Group.
Przez wiele lat związany z pismem „Ananda Vikatan”, doszedł w nim do stanowiska redaktora zarządzającego. Część jego powieści została opublikowana w odcinkach właśnie na łamach tego pisma. Devan na trwale zapisał się w historii literatury tamilskiej przede wszystkim dzięki stworzonej przez siebie postaci detektywa Tuppuraiyuma Sambu. Zerwała ona z tradycją przedstawiania bohatera jako kogoś inteligentnego i przystojnego. Sambu jest bowiem sympatycznym głupcem, rozwiązującym największe zagadki kryminalne tylko dzięki szczęśliwemu zbiegowi okoliczności. Łysy, wyróżniający się swoim znacznych rozmiarów nosem, nosi też niewłaściwie nałożone tradycyjne tamilskie dhoti.
W 2013 ukazała się Devan Varalaaru, biografia pisarza pióra Charukesi.